# Koroni
Koroni (řecky Κορώνη) je přístavní město a současně i správní jednotka v jihovýchodní Messénii v Řecku. Od roku 2011 patří do okresu Pylos-Nestoras.

## Geografie
Město se nachází v zátoce na východním pobřeží Messénského poloostrova asi 50 kilometrů jižně od Kalamaty a 30 kilometrů východně od Methoni. Leží na zadní straně ostrohu, který vyčnívá do Messénského zálivu. Na západ od města je krajina mírně kopcovitá. Charakterizují ji plantáže olivovníků. Na náhorní plošině ostrohu je pevnost Koroni. Město leží za ní ve vnitrozemí, centrum a přístav je severně od pevnosti. V okolí města je několik písečných pláží, známé jsou zejména pláže Zaga a Memi (Παραλία Ζάγκα, Παραλία Μέμι) na jižní straně pevnosti.

## Historie

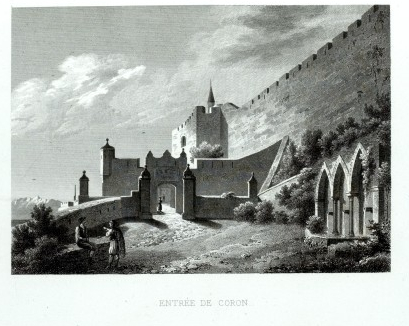
Vchod na hrad Koronis (Řecko) v roce 1831

Antické město Koroni, nebo v té době Korone, bylo pravděpodobně založeno v roce 369 před Kristem, v souvislosti s osvobozením Messenie ze spartské nadvlády. Nacházelo se v blízkosti dnešního Petalidi. Jsou zachovány pozůstatky zdí z doby římské a staré přístavní molo pod vodou. Římský cestovatel Pausaniás píše o starověké Korone. Město, které bylo od 4. století sídlem biskupství, bylo v 9. století opuštěno a přemístěno na své současné místo, kde tehdy bylo antické město Asine. Z této doby jsou dodnes zachovány pozůstatky Apollónova chrámu, který byl přeměněn na byzantskou baziliku a na jehož místě dnes stojí kostel Agia Sophia.V 6. až 7. století byl na troskách města postaven hradní komplex, který se používá dodnes. Hrad se rozprostírá nad strategicky výhodným výběžkem země u vchodu do Messénského zálivu a byl ze tří stran přirozeně chráněn strmými útesy svažujícími se do moře.
Město v roce 1200 dobyl janovský pirát Leo Vetrano († 1206). V roce 1205 padlo do rukou účastníka čtvrté křížové výpravy Wilhelma I. z Champlitte a v roce 1206 je Benátčanům postoupil Geoffroy z Villehardouinu.
V 11. století hrálo přístavní město Koroni spolu s Methoni klíčovou roli v historii obchodu a benátsko-byzantských vztahů.
Obě města ležela na západním jižním cípu poloostrova Peloponés a byla to pozorovací stanoviště, která jako „venetiarum ocellae“ (oči Benátské republiky) po celá staletí sledovala trasy galér na Krétu, do Konstantinopole a do Svaté země. Všechny lodě, které se vracely z východu, zde měly povinnost zastavit a podávat zprávy o pirátech a konvojích.Benátská republika chránila své námořní základny a opevněné majetky na východě všemi obrannými prostředky. Jako příklad lze uvést dva výňatky z opatření Senátu Benátské republiky pro dodávky zbraní a střeliva na námořní základnu Koroni:

.
„Senato 6/4/1459: […] Quia civitas nostra Coroni […] munitionibus vacua est, tutellae cuius sit […] providendum: bombarde 8 diversarum sortium, barilia pulveris n. 20, scolpet [archibughi e fucili] cum suis ballotis plumbeis n. 50; spingarde cum suis cavaletis n. 10, balliste n. 16, lance n. 108….“ ecc.
Překlad:
„Senát, 6. dubna 1459 [...] Protože naše město Koroni [...] je bez munice, chráníme jej [...] zásobami: 8 bombard různých druhů, 20 sudů s prachem, 50 scolpetů [arkebuzy a pušky] s olověnými kulkami; 10 pušek s podpěrami, 16 balist, 108 kopí [...] "
Senát Benátské republiky
„Senato […] 15/7/1460 […] sicut constat […] civitas nostra Coroni sit munitionibus vacua […] quod quando celerius poterunt mittere debeant suprascripto Regimini nostro Coroni infrascriptas munitiones silicet: bombardas a posta n. 10; scopletos feri cum suis chalchatoribus n. 50; barilia pulveris a bombarda silicet 50 de magnis et 50 de parvis n. 100; bariletta pulveris a scopletis n. 12; pallas feri librarum 16 in xx n. 4; zappas et zappones n. 100; barilia n. 200; lanceas a posta n. 100 […], libras plombi et ballotas n. 100 […] ecc.“
Překlad:
„Senát [...], 15. července 1460 [...] jak je zřejmé [...] naše město Koroni je bez munice [...], takže výše uvedená vláda [dodává] munici samozřejmě: 10 bombard, 50 scopletos [arkebusy a pušky] se zásobníky.“ , 50 malých a 50 velkých sudů s prachem pro bombardy, 12 sudů s prachem pro scopletos; 4 železné koule o hmotnosti 16 liber v xx; 100 seker; 200 barelů; 100 kopí […], 100 liber olova a kulek […] ”atd.
Senát Benátské republiky
V Koroni žila od 12./13. století velká albánská menšina řecké pravoslavné víry, místními nazývaná Arvanité. V 15. století zde našlo útočiště velké množství albánských knížat, která uprchla ze své vlasti před Osmany.
Na konci srpna 1500 si hrad a město podmanil sultán Báyezid II. A tak spadly do Osmanské říše, kde zůstaly s přerušením až do roku 1828. Když se Osmané pod vedením sultána Sulejmana I. v roce 1532 pokusili o dobytí Vídně, navrhl italský admirál Doria císaři provést manévr k odvrácení pozornosti řecké strany. Císař přijal a dal Doriovi pověření pro tuto expedici.18. srpna opustila flotila Andrea Dorii se 48 galérami a 30 velkými loděmi přístav Messini východním směrem. Uvádí se, Doria měl být Benátčany upozorněn, že se Osmané nacházejí u ostrova Kefalonia s nevýznamnou flotilou. Současně Benátčané varovali osmanského admirála před Doriou a jeho velkou flotilou. Když tedy Doria připlul na uvedené místo, osmanská flotila se stáhla do Konstantinopole. Doria zpustošil pláže Peloponésu a rozhodl se zaútočit na Koroni.
Když Doria dorazil do Koroni, místní lidé mu tajně posílali zprávy, že ho vítají a informovali ho o vnitřním stavu města. Andrea Doria nechal velkou část své španělské a italské posádky vyložit na břeh, aby oblehli město. Italům velel Girolamo (nebo Geronimo) Tuttavilla a Španělům Girolamo Mendoza.
Po třech dnech tvrdých bojů se Doria 21. září 1532 zmocnil tehdejší metropole Morei. Měšťané  se postavili na jeho stranu, jak bylo dříve dohodnuto, a vyhlásili svrchovanost císaři Karlu V. Osmané byli nuceni opustit město, stáhnout se a nemohli uspokojit svůj hněv na občanech. Následujícího dne se však jeden z osmanských generálů vrátil se 700 koňmi, aby osmanským vojákům pomohl.
Španělé a obyvatelé Koroni však velké množství z nich zabili, nasadili hlavy zabitých na svá kopí a přeživší se pak admirálu Doriovi vzdali. Po tomto vítězství, ve kterém se obyvatelé Koroni (v italštině nazývané „Coronei“) vyznamenali odvahou, doprovodili admirála a Španěly nekonečným potleskem.
Doria pak opustil město, aby dobyl Patras a vládu města svěřil Donu Girolamovi Mendozovi. Když se zprávy o dobytí Koroni a o masakru vysokého počtu osmanské armády dostaly k Sulejmanu I., ten přísahal pomstu všem autorům tohoto neštěstí, kteří se připojili ke španělské koruně.
8. listopadu 1532 nechal císař Karel V. odvolat admirála Doriu z východu, aby ho doprovodil do Španělska. Nejvýznamnější rodiny se nalodily do Doriových lodí a dorazily s ním 24. prosince  do Neapole, kde Doria získal velkou chválu. Karel V. také poctil Albánce z Koroni a Patrasu několika doklady s novými výsadami.
Od roku 1686 do roku 1715 dokázali Benátčané znovu dobýt město a hrad.V roce 1828 se oblasti zmocnila expedice Morea pod francouzským generálem Maisonem a později ji předala novému řeckému státu.
V roce 1896 žilo v Koroni 2956 obyvatel. Město se vyznačuje budovami z doby kolem roku 1900 a rozvíjelo se podél pobřeží, počínaje zátokou pod hradem s malým přístavem. Dnes je cestovní ruch důležitým zdrojem příjmů města, přičemž dominuje individuální turistika. Plány na masovou turistiky skončily v troskách.

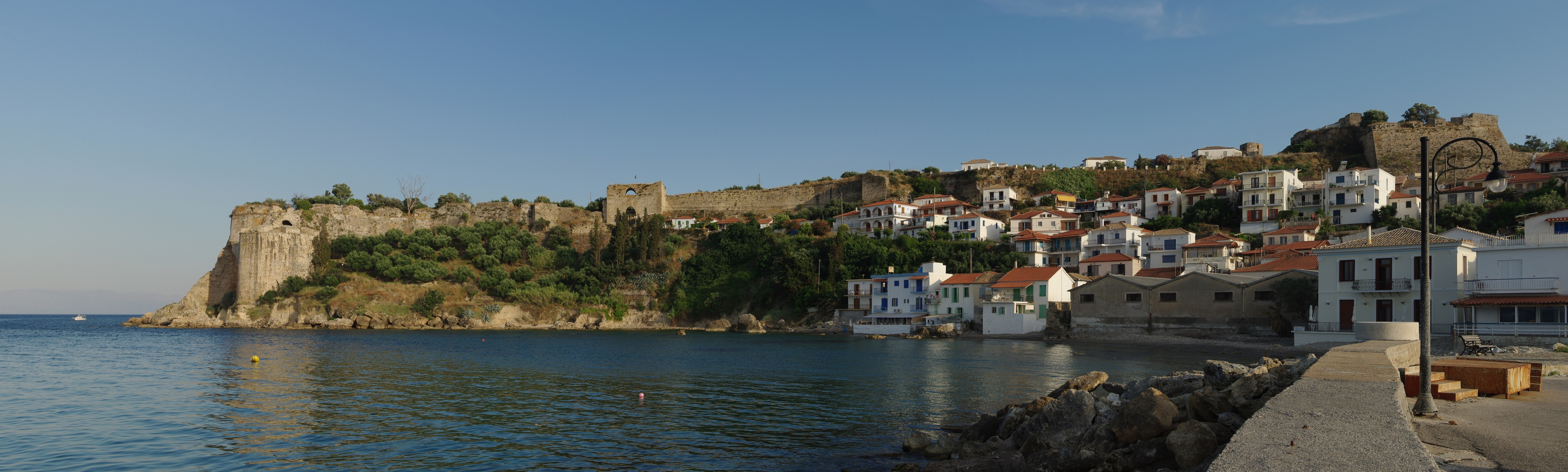
Pevnost Koroni, pohled z přístavu

## Pamětihodnosti
Hlavním lákadlem místa je původně byzantská pevnost, později rozšířená Benátčany a Osmany, ve které je klášter založený v roce 1918, částečně přístupný. Ve  hradním komplexu se nachází byzantský kostel Agia Sophia s pozoruhodnou křížovou klenbou a pobyzantský kostel Agios Charalambos.
Na plošině jižně pod hradem se nachází kostel Panagia Eleistria z 19. století. Na plošině mysu byly po obou stranách věžovité kruhové bašty, jejichž klenba byla podepřena středovým sloupem. Věž obrácená k městu sloužila při německé okupaci za druhé světové války jako muniční sklad. Když se v roce 1944 okupanti stáhli, vyhodili do povětří munici a s ní i věž. Druhá věž je stále přístupná.

## Startovací plocha sondážních raket
Koroni bylo v letech 1966 až 1989 odpalovacím místem výzkumných raket se dvěma odpalovacími rampami. Uskutečnilo se 371 startů. První starty proběhly 20. května 1966, aby se prozkoumalo úplné prstencové zatmění Slunce a byly vypuštěny rakety typu Belier. Dosáhly výšky 114 kilometrů. V letech 1971 až 1989 následoval start ruských raket M-100 s výškami vrcholů 95 kilometrů

## Galerie

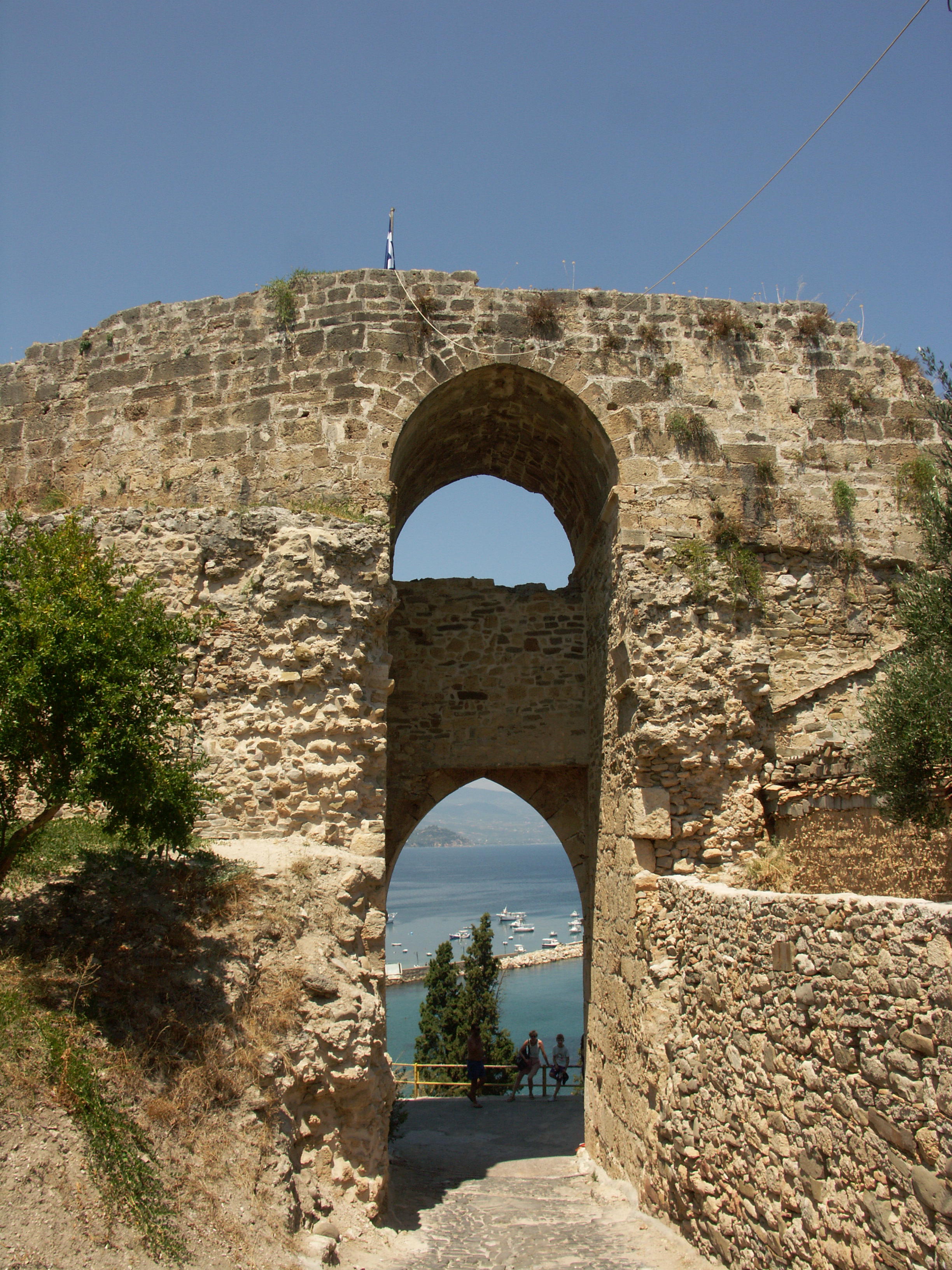
Brána do pevnosti (zevnitř)
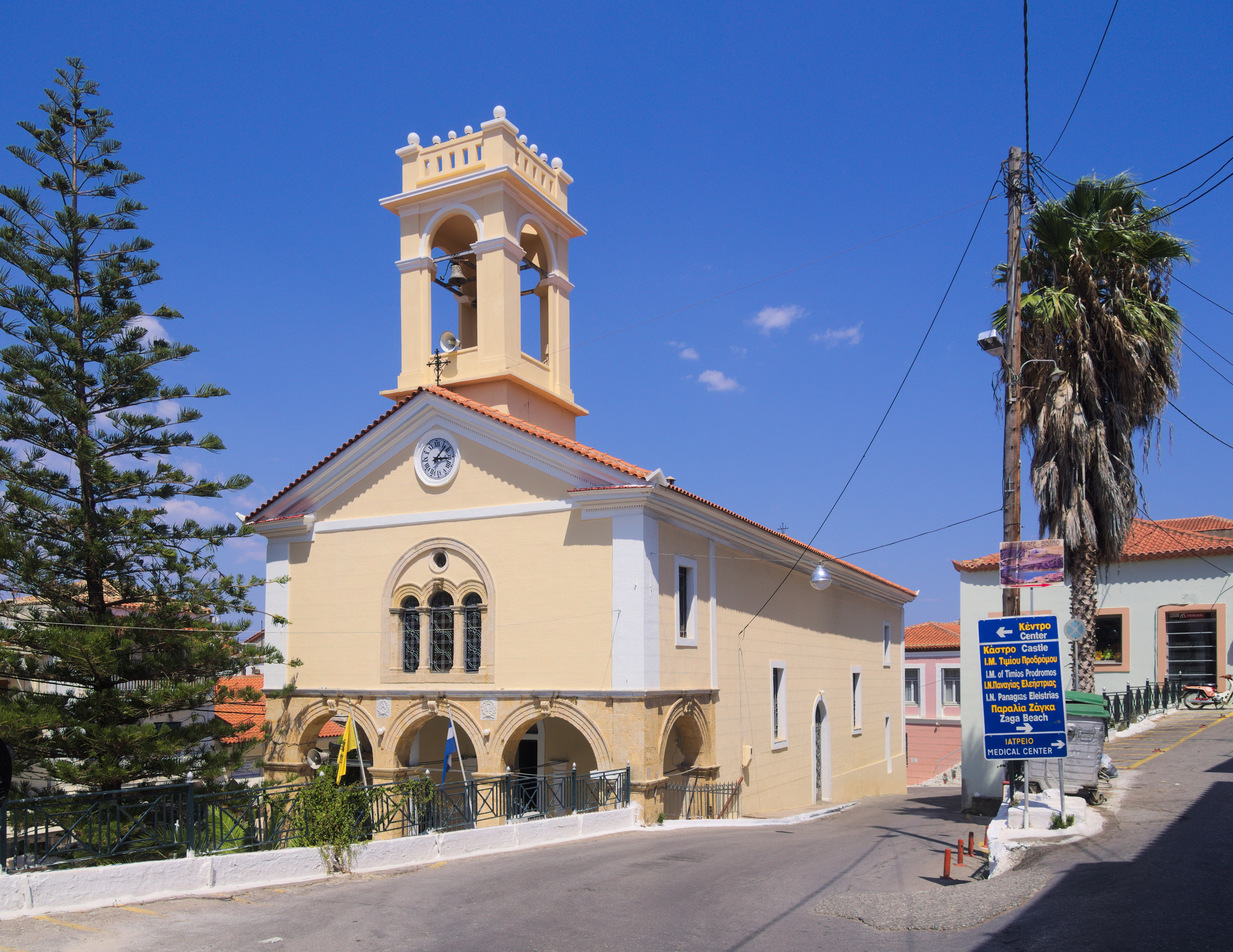
Kostel Aghios Dimitrios
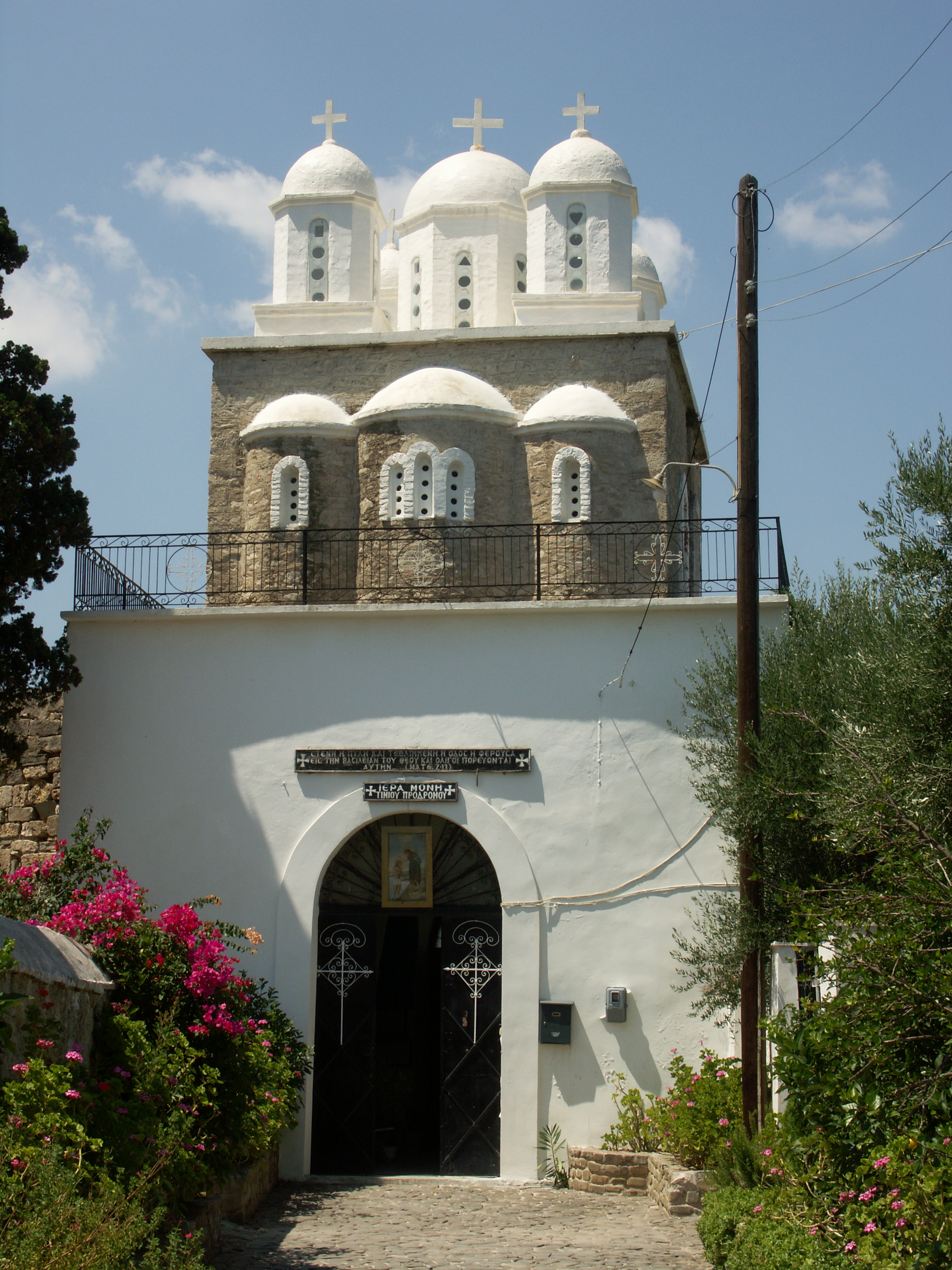
Kostel v klášteru řádových sester
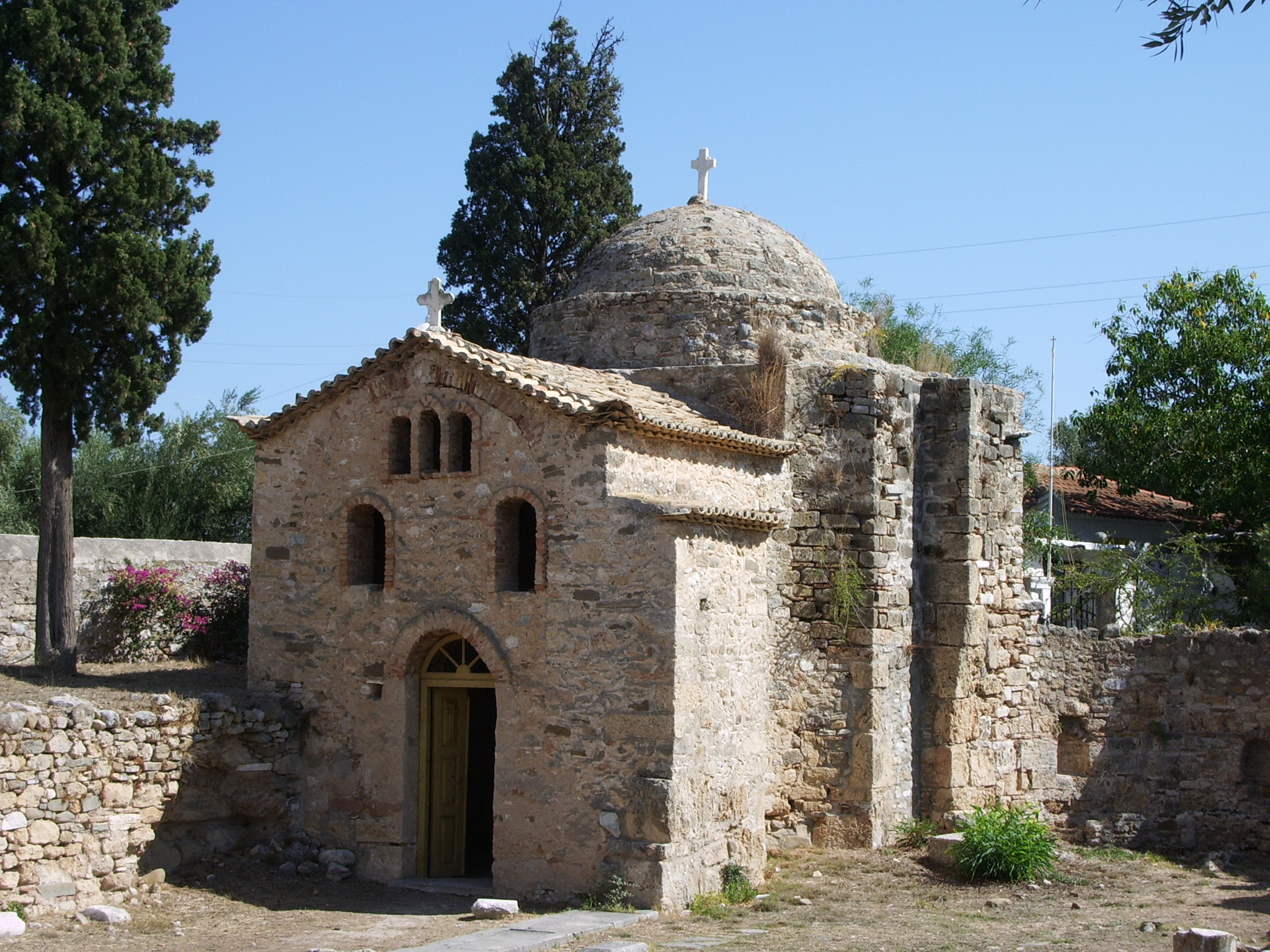
Agia Sophia